# کالیپتورای پادشاه
کالیپتورای پادشاه (نام علمی: Calyptura cristata) نام یک گونه از تیره جواهرمرغ است.
این گونه بوم‌زاد جنگل آتلانتیک در جنوب شرقی برزیل یافت می‌شود. این گونه تا انقراض کامل فاصله‌ای ندارد.